# NGC 5700
NGC 5700 is een balkspiraalstelsel in het sterrenbeeld Ossenhoeder. Het hemelobject werd op 4 mei 1877 ontdekt door de Ierse astronoom Lawrence Parsons.

## Synoniemen
- UGC 9423
- MCG 8-27-7
- ZWG 248.13
- KUG 1435+487
- PGC 52237